# TJ Baník Zbýšov
Tělovýchovná jednota Baník Zbýšov je český fotbalový klub z jihomoravského města Zbýšov, který byl založen 24. září 1932. Největším úspěchem klubu je dvouleté působení ve 3. nejvyšší soutěži (1939/40 a 1940/41), v novodobé historii pak jednoroční účast v Divizi D.
Od sezony 2017/18 hraje Okresní přebor Brno-venkov (8. nejvyšší soutěž).

## Historické názvy
Zdroj: 
- 1932 – SK Slavoj Zbýšov (Sportovní klub Slavoj Zbýšov)
- 1949 – JTO Sokol Zbýšov (Jednotná tělovýchovná organisace Sokol Zbýšov)
- 1953 – DSO Baník Zbýšov (Dobrovolná sportovní organisace Baník Zbýšov)
- 1957 – TJ Baník Zbýšov (Tělovýchovná jednota Baník Zbýšov)

## Stručná historie klubu
Roku 1923 byl v rámci Sokola založen Meteor, který však nikdy nebyl začleněn do pravidelných soutěží a v roce 1928 zanikl.
24. září 1932 se v restauraci „u Šauerů“ konala ustavující schůze Sportovního klubu Slavoj Zbýšov.
Během 60. a 70. let 20. století klub zažíval jedno z nejlepších období ve své historii, ještě v 80. letech byl pravidelným účastníkem nejvyšší jihomoravské soutěže. Vrchol klubu přišel s reorganizací nižších soutěží po sezoně 1990/91, kdy se v jednom ročníku (1991/92) účastnil Divize D (4. nejvyšší soutěž). Poté, co na konci sezony 1995/96 sestoupil z nejvyšší župní soutěže, se během 6 sezon propadl až do Okresního přeboru. V sezoně 2010/11 se vrátil do Přeboru Jihomoravského kraje, nedlouho poté však následovala další série sestupů, která na konci sezony 2014/15 znamenala po 13 letech návrat do Okresního přeboru Brna-venkov.

## Městský stadion Baníku Zbýšov
Zdroje: 
V roce 1932 se začalo budovat hřiště „Na Anenské“, které bylo na pozemku DTJ (Dělnické tělocvičné jednoty). Roku 1937 vypršela Slavoji smlouva o pronájmu hřiště a oddíl začal budovat nové na místě bývalé cihelny, také „Na Anenské“, které již bylo hodno mistrovských utkání. Po druhé světové válce došlo k rozvoji města a hřiště přestalo vyhovovat.
Rokem 1952 začala výstavba nového sportoviště s fotbalovým hřištěm „Na Lužích“ (105x75 metrů), které bylo slavnostně otevřeno v neděli 12. září 1954 v rámci krajské Spartakiády. Na tomto hřišti se hraje dosud.

## Síň slávy
- František Moos (4. února 1919 Zbýšov – 9. srpna 2002 tamtéž) – Zbýšovský rodák odešel v roce 1941 do brněnských Žabovřesk, kde pravidelně nastupoval v Moravsko-Slezské divizi (2. nejvyšší soutěž). V roce 1948 přestoupil do Zbrojovky Židenice, kde si zahrál nejvyšší soutěž. V sezonách 1948 (11/1) a 1949 (20/7) zasáhl do 31 utkání, v nichž vstřelil 8 branek. Roku 1950 se vrátil do Zbýšova, kde se spolu s Josefem Svobodou značnou měrou zasloužili o postup tehdejšího Sokola do vyšší třídy.[6]
- Josef Svoboda (11. března 1920 Zbýšov – 23. února 2003 tamtéž) – V roce 1941 odešel společně s Františkem Moosem do Žabovřesk, kde však roku 1946 zanechal kopané a cele se věnoval vysokoškolskému studiu, které také úspěšně absolvoval. Poté se vrátil do Zbýšova a působil v klubu až do konce života. Na hřišti upoutával nejen svým fotbalovým umem, ale i svým chováním a gentlemanským vystupováním. Nikdy nebyl vyloučen.[6]
- Jiří Klement (* 1. března 1948 Zbýšov – 16. prosince 2015) – Byl čtyřnásobným reprezentantem Československa a autorem 72 prvoligových branek. Desetkrát nastoupil v evropských pohárech, vstřelil 5 branek. Odchovanec slavné éry Miroslava Vespalce nejstaršího byl obrovským talentem, jehož síla tkvěla v rychlých únicích, tvrdé a přesné střelbě. Už v 17 letech nastupoval za muže Baníku Zbýšov a pravidelně střílel branky v krajských soutěžích. Zde si ho všimli skauti z Baníku Ostrava, kam také k 1. červenci 1968 přestoupil. V sezoně 1975/76 získal s Ostravou domácí titul, od jara 1976 však už hrál za Spartu Praha.[6]
- Libor Baláž (18. ledna 1977 Brno[7]) – Zbýšovský odchovanec přestoupil v roce 1992 do dorostu KPS Brno. Roku 1993 se vrátil do Zbýšova a jako šestnáctiletý začal pravidelně nastupovat za „A“ mužstvo (jeho spoluhráčem byl mj. Karel Maca), v sezoně 1993/94 byl se 6 brankami 3. nejlepším střelcem mužstva.[8] Nejvyšší soutěž hrál postupně za Bohemians (debutoval 20. srpna 2000 na hřišti Drnovic, první branku vstřelil ve svém 4. startu 14. října 2000 doma Spartě), Zbrojovku, České Budějovice a opět v Brně.[6] V rodném městě vstřelil 10. května 2008 Liberci svůj poslední prvoligový gól (ve svém 137. prvoligovém utkání), poslední prvoligový start si připsal na půdě téhož soupeře 29. listopadu 2008. Odehrál celkem 148 prvoligových utkání, v nichž vsítil 13 branek.[6][9]

## Umístění v jednotlivých sezonách
Zdroj: 
Legenda: Z – zápasy, V – výhry, R – remízy, P – porážky, VG – vstřelené góly, OG – obdržené góly, +/− – rozdíl skóre, B – body, červené podbarvení – sestup, zelené podbarvení – postup, fialové podbarvení – reogranizace, změna skupiny či soutěže
| Československo (1935 – 1939)             |                                                             |                                                             |                                                                |                                                                |                                                                |                                                                |                                                                |                                                                |                                                                |                                                                |                                                             |
| Sezóny                                   | Liga                                                        | Úroveň                                                      | Z                                                              | V                                                              | R                                                              | P                                                              | VG                                                             | OG                                                             | +/−                                                            | B                                                              | Pozice                                                      |
| 1935/36                                  | II. třída BZMŽF – III. okrsek                               | 5                                                           | 18                                                             | 12                                                             | 3                                                              | 3                                                              | 69                                                             | 25                                                             | +44                                                            | 27                                                             | 1.                                                          |
| 1936/37                                  | I. B třída BZMŽF – I. okrsek                                | 4                                                           | 19                                                             | 8                                                              | 5                                                              | 6                                                              | 77                                                             | 54                                                             | +21                                                            | 21                                                             | 4.                                                          |
| 1937/38                                  | I. B třída BZMŽF – I. okrsek                                | 4                                                           | 22                                                             | ...                                                            | ...                                                            | ...                                                            | ...                                                            | ...                                                            | ...                                                            |                                                                |                                                             |
| 1938/39                                  | I. B třída BZMŽF – I. okrsek                                | 4                                                           | 26                                                             | ...                                                            | ...                                                            | ...                                                            | ...                                                            | ...                                                            | ...                                                            |                                                                | 1.                                                          |
| Protektorát Čechy a Morava (1939 – 1945) |                                                             |                                                             |                                                                |                                                                |                                                                |                                                                |                                                                |                                                                |                                                                |                                                                |                                                             |
| Sezóny                                   | Liga                                                        | Úroveň                                                      | Z                                                              | V                                                              | R                                                              | P                                                              | VG                                                             | OG                                                             | +/−                                                            | B                                                              | Pozice                                                      |
| 1939/40                                  | I. A třída BZMŽF                                            | 3                                                           | 30                                                             | 9                                                              | 8                                                              | 13                                                             | 95                                                             | 78                                                             | +17                                                            | 26                                                             | 11.                                                         |
| 1940/41                                  | I. A třída BZMŽF                                            | 3                                                           | 30                                                             | ...                                                            | ...                                                            | ...                                                            | ...                                                            | ...                                                            | ...                                                            |                                                                | 15.                                                         |
| 1941/42                                  | I. B třída BZMŽF – II. okrsek                               | 4                                                           | 24                                                             | ...                                                            | ...                                                            | ...                                                            | ...                                                            | ...                                                            | ...                                                            |                                                                |                                                             |
| 1942/43                                  | I. B třída BZMŽF – II. okrsek                               | 4                                                           | 26                                                             | ...                                                            | ...                                                            | ...                                                            | ...                                                            | ...                                                            | ...                                                            |                                                                |                                                             |
| 1943/44                                  | I. B třída BZMŽF – II. okrsek                               | 4                                                           | 26                                                             | ...                                                            | ...                                                            | ...                                                            | ...                                                            | ...                                                            | ...                                                            |                                                                |                                                             |
| 1944/45                                  | Končila druhá světová válka, pravidelné soutěže se nehrály. | Končila druhá světová válka, pravidelné soutěže se nehrály. | Končila druhá světová válka, pravidelné soutěže se nehrály.    | Končila druhá světová válka, pravidelné soutěže se nehrály.    | Končila druhá světová válka, pravidelné soutěže se nehrály.    | Končila druhá světová válka, pravidelné soutěže se nehrály.    | Končila druhá světová válka, pravidelné soutěže se nehrály.    | Končila druhá světová válka, pravidelné soutěže se nehrály.    | Končila druhá světová válka, pravidelné soutěže se nehrály.    | Končila druhá světová válka, pravidelné soutěže se nehrály.    | Končila druhá světová válka, pravidelné soutěže se nehrály. |
| Československo (1945 – 1993)             |                                                             |                                                             |                                                                |                                                                |                                                                |                                                                |                                                                |                                                                |                                                                |                                                                |                                                             |
| Sezóny                                   | Liga                                                        | Úroveň                                                      | Z                                                              | V                                                              | R                                                              | P                                                              | VG                                                             | OG                                                             | +/−                                                            | B                                                              | Pozice                                                      |
| 1945/46                                  | I. B třída BZMŽF – II. okrsek                               | 4                                                           | 24                                                             | 6                                                              | 0                                                              | 18                                                             | 36                                                             | 96                                                             | −60                                                            | 12                                                             | 12.                                                         |
| 1946/47                                  | II. třída BZMŽF – I. okrsek                                 | 5                                                           | 22                                                             | ...                                                            | ...                                                            | ...                                                            | ...                                                            | ...                                                            | ...                                                            |                                                                |                                                             |
| ...                                      |                                                             |                                                             |                                                                |                                                                |                                                                |                                                                |                                                                |                                                                |                                                                |                                                                |                                                             |
| 1951                                     | Okresní soutěž Brno-venkov                                  | 3                                                           | 12                                                             | 4                                                              | 4                                                              | 4                                                              | 42                                                             | 29                                                             | +13                                                            | 12                                                             |                                                             |
| 1952                                     | Okresní přebor Brno-venkov                                  | 3                                                           | 11                                                             | 9                                                              | 0                                                              | 2                                                              | 59                                                             | 20                                                             | +39                                                            | 18                                                             | 1.                                                          |
| 1953                                     | Krajská soutěž – Brno                                       | 4                                                           | 22                                                             | 13                                                             | 2                                                              | 7                                                              | 94                                                             | 43                                                             | +51                                                            | 28                                                             | 3.                                                          |
| 1954                                     | Krajská soutěž – Brno                                       | 4                                                           | 22                                                             | 14                                                             | 2                                                              | 6                                                              | 82                                                             | 45                                                             | +37                                                            | 30                                                             | 2.                                                          |
| 1955                                     | I. A třída Brněnského kraje                                 | 4                                                           | 22                                                             | 8                                                              | 3                                                              | 11                                                             | 37                                                             | 68                                                             | −31                                                            | 19                                                             | 9.                                                          |
| 1956                                     | I. A třída Brněnského kraje                                 | 4                                                           | 22                                                             | 5                                                              | 4                                                              | 13                                                             | 32                                                             | 62                                                             | −30                                                            | 14                                                             | 12.                                                         |
| 1957/58                                  | I. B třída Brněnského kraje – sk. C                         | 5                                                           | 33                                                             | 19                                                             | 2                                                              | 12                                                             | 120                                                            | 62                                                             | +58                                                            | 40                                                             | 3.                                                          |
| 1958/59                                  | I. B třída Brněnského kraje – sk. C                         | 5                                                           | 22                                                             | 12                                                             | 3                                                              | 7                                                              | 65                                                             | 47                                                             | +18                                                            | 27                                                             | 3.                                                          |
| 1959/60                                  | I. B třída Brněnského kraje – sk. C                         | 5                                                           | 22                                                             | 12                                                             | 1                                                              | 9                                                              | 62                                                             | 49                                                             | +13                                                            | 25                                                             | 3.                                                          |
| 1960/61                                  | I. třída Jihomoravského kraje – sk. A                       | 4                                                           | 26                                                             | 14                                                             | 4                                                              | 8                                                              | 78                                                             | 57                                                             | +21                                                            | 32                                                             | 4.                                                          |
| 1961/62                                  | I. třída Jihomoravského kraje – sk. A                       | 4                                                           | 26                                                             | 16                                                             | 6                                                              | 4                                                              | 60                                                             | 34                                                             | +26                                                            | 38                                                             | 2.                                                          |
| 1962/63                                  | I. třída Jihomoravského kraje – sk. A                       | 4                                                           | 26                                                             | 13                                                             | 2                                                              | 11                                                             | 94                                                             | 55                                                             | +39                                                            | 28                                                             | 7.                                                          |
| 1963/64                                  | I. A třída Jihomoravského kraje – sk. A                     | 4                                                           | 26                                                             | 12                                                             | 5                                                              | 9                                                              | 55                                                             | 46                                                             | +9                                                             | 29                                                             | 5.                                                          |
| 1964/65                                  | I. A třída Jihomoravského kraje – sk. A                     | 4                                                           | 26                                                             | 13                                                             | 3                                                              | 10                                                             | 62                                                             | 58                                                             | +4                                                             | 29                                                             | 5.                                                          |
| 1965/66                                  | I. A třída Jihomoravské oblasti – sk. A                     | 5                                                           | 26                                                             | 13                                                             | 6                                                              | 7                                                              | 52                                                             | 32                                                             | +20                                                            | 32                                                             | 2.                                                          |
| 1966/67                                  | I. A třída Jihomoravské oblasti – sk. A                     | 5                                                           | 26                                                             | 16                                                             | 4                                                              | 6                                                              | 61                                                             | 51                                                             | +10                                                            | 36                                                             | 1.                                                          |
| 1967/68                                  | Jihomoravský oblastní přebor                                | 4                                                           | 26                                                             | 10                                                             | 6                                                              | 10                                                             | 47                                                             | 35                                                             | +12                                                            | 26                                                             | 8.                                                          |
| 1968/69                                  | Jihomoravský oblastní přebor                                | 4                                                           | 26                                                             | 10                                                             | 5                                                              | 11                                                             | 31                                                             | 39                                                             | −8                                                             | 25                                                             | 9.                                                          |
| 1969/70                                  | Jihomoravský župní přebor                                   | 5                                                           | 26                                                             | 13                                                             | 3                                                              | 10                                                             | 37                                                             | 37                                                             | 0                                                              | 34                                                             | 6.                                                          |
| 1970/71                                  | Jihomoravský župní přebor                                   | 5                                                           | 26                                                             | 5                                                              | 8                                                              | 13                                                             | 21                                                             | 46                                                             | −25                                                            | 18                                                             | 11.                                                         |
| 1971/72                                  | Jihomoravský župní přebor                                   | 5                                                           | 26                                                             | 7                                                              | 7                                                              | 12                                                             | 22                                                             | 34                                                             | −12                                                            | 21                                                             | 11.                                                         |
| 1972/73                                  | I. A třída Jihomoravského kraje – sk. A                     | 6                                                           | 26                                                             | 9                                                              | 6                                                              | 11                                                             | 48                                                             | 44                                                             | +4                                                             | 24                                                             | 11.                                                         |
| 1973/74                                  | I. A třída Jihomoravského kraje – sk. A                     | 6                                                           | 26                                                             | 11                                                             | 7                                                              | 8                                                              | 42                                                             | 49                                                             | −7                                                             | 29                                                             | 4.                                                          |
| 1974/75                                  | I. A třída Jihomoravského kraje – sk. A                     | 6                                                           | 26                                                             | 10                                                             | 7                                                              | 9                                                              | 41                                                             | 49                                                             | −8                                                             | 27                                                             | 7.                                                          |
| 1975/76                                  | I. A třída Jihomoravského kraje – sk. A                     | 6                                                           | 26                                                             | 8                                                              | 8                                                              | 10                                                             | 33                                                             | 43                                                             | −10                                                            | 24                                                             | 9.                                                          |
| 1976/77                                  | I. A třída Jihomoravského kraje – sk. A                     | 6                                                           | 26                                                             | 11                                                             | 8                                                              | 7                                                              | 34                                                             | 32                                                             | +2                                                             | 30                                                             | 6.                                                          |
| 1977/78                                  | I. A třída Jihomoravského kraje – sk. A                     | 5                                                           | 26                                                             | 10                                                             | 9                                                              | 7                                                              | 36                                                             | 28                                                             | +8                                                             | 29                                                             | 6.                                                          |
| 1978/79                                  | I. A třída Jihomoravského kraje – sk. A                     | 5                                                           | 26                                                             | 13                                                             | 3                                                              | 10                                                             | 34                                                             | 35                                                             | −1                                                             | 29                                                             | 6.                                                          |
| 1979/80                                  | I. A třída Jihomoravského kraje – sk. A                     | 5                                                           | 30                                                             | 12                                                             | 7                                                              | 11                                                             | 49                                                             | 45                                                             | +4                                                             | 31                                                             | 7.                                                          |
| 1980/81                                  | I. A třída Jihomoravského kraje – sk. A                     | 5                                                           | 30                                                             | 13                                                             | 5                                                              | 12                                                             | 58                                                             | 55                                                             | +3                                                             | 31                                                             | 8.                                                          |
| 1981/82                                  | I. A třída Jihomoravského kraje – sk. A                     | 6                                                           | 30                                                             | 10                                                             | 6                                                              | 14                                                             | 37                                                             | 45                                                             | −8                                                             | 26                                                             | 12.                                                         |
| 1982/83                                  | I. A třída Jihomoravského kraje – sk. A                     | 6                                                           | 30                                                             | 15                                                             | 5                                                              | 10                                                             | 57                                                             | 36                                                             | +21                                                            | 35                                                             | 5.                                                          |
| 1983/84                                  | Jihomoravský krajský přebor – sk. A                         | 5                                                           | 26                                                             | 11                                                             | 5                                                              | 10                                                             | 36                                                             | 34                                                             | +2                                                             | 27                                                             | 6.                                                          |
| 1984/85                                  | Jihomoravský krajský přebor – sk. A                         | 5                                                           | 26                                                             | 11                                                             | 4                                                              | 11                                                             | 29                                                             | 26                                                             | +3                                                             | 26                                                             | 7.                                                          |
| 1985/86                                  | Jihomoravský krajský přebor – sk. A                         | 5                                                           | 26                                                             | 13                                                             | 10                                                             | 3                                                              | 42                                                             | 25                                                             | +17                                                            | 36                                                             | 2.                                                          |
| 1986/87                                  | Jihomoravský krajský přebor                                 | 5                                                           | 26                                                             | 9                                                              | 5                                                              | 12                                                             | 43                                                             | 43                                                             | 0                                                              | 23                                                             | 12.                                                         |
| 1987/88                                  | Jihomoravský krajský přebor                                 | 5                                                           | 26                                                             | 10                                                             | 7                                                              | 9                                                              | 35                                                             | 37                                                             | −2                                                             | 27                                                             | 6.                                                          |
| 1988/89                                  | Jihomoravský krajský přebor                                 | 5                                                           | 26                                                             | 11                                                             | 4                                                              | 11                                                             | 40                                                             | 45                                                             | −5                                                             | 26                                                             | 5.                                                          |
| 1989/90                                  | Jihomoravský krajský přebor                                 | 5                                                           | 26                                                             | 13                                                             | 8                                                              | 5                                                              | 48                                                             | 24                                                             | +24                                                            | 34                                                             | 2.                                                          |
| 1990/91                                  | Jihomoravský krajský přebor                                 | 5                                                           | 30                                                             | 13                                                             | 4                                                              | 13                                                             | 51                                                             | 43                                                             | +8                                                             | 30                                                             | 10.                                                         |
| 1991/92                                  | Moravsko-Slezská Divize D                                   | 4                                                           | 30                                                             | 8                                                              | 4                                                              | 18                                                             | 35                                                             | 54                                                             | −19                                                            | 20                                                             | 16.                                                         |
| 1992/93                                  | Jihomoravský župní přebor                                   | 5                                                           | 26                                                             | 10                                                             | 4                                                              | 12                                                             | 41                                                             | 48                                                             | −7                                                             | 24                                                             | 8.                                                          |
| Česko (1993 – )                          |                                                             |                                                             |                                                                |                                                                |                                                                |                                                                |                                                                |                                                                |                                                                |                                                                |                                                             |
| Sezóna                                   | Liga                                                        | Úroveň                                                      | Z                                                              | V                                                              | R                                                              | P                                                              | VG                                                             | OG                                                             | +/−                                                            | B                                                              | Pozice                                                      |
| 1993/94                                  | Jihomoravský župní přebor                                   | 5                                                           | 30                                                             | 14                                                             | 3                                                              | 13                                                             | 52                                                             | 47                                                             | +5                                                             | 31                                                             | 7.                                                          |
| 1994/95                                  | Jihomoravský župní přebor                                   | 5                                                           | 30                                                             | 14                                                             | 4                                                              | 12                                                             | 50                                                             | 55                                                             | −5                                                             | 46                                                             | 7.                                                          |
| 1995/96                                  | Jihomoravský župní přebor                                   | 5                                                           | 30                                                             | 3                                                              | 3                                                              | 24                                                             | 19                                                             | 85                                                             | −66                                                            | 12                                                             | 16.                                                         |
| 1996/97                                  | I. A třída Jihomoravské župy – sk. B                        | 6                                                           | 26                                                             | 8                                                              | 6                                                              | 12                                                             | 35                                                             | 56                                                             | −21                                                            | 30                                                             | 11.                                                         |
| 1997/98                                  | I. A třída Jihomoravské župy – sk. B                        | 6                                                           | 26                                                             | 4                                                              | 6                                                              | 16                                                             | 26                                                             | 52                                                             | −26                                                            | 18                                                             | 13.                                                         |
| 1998/99                                  | I. B třída Jihomoravské župy – sk. B                        | 7                                                           | 26                                                             | 12                                                             | 6                                                              | 8                                                              | 39                                                             | 35                                                             | +4                                                             | 42                                                             | 3.                                                          |
| 1999/00                                  | I. B třída Jihomoravské župy – sk. B                        | 7                                                           | 26                                                             | 7                                                              | 8                                                              | 11                                                             | 48                                                             | 43                                                             | +5                                                             | 29                                                             | 11.                                                         |
| 2000/01                                  | I. B třída Jihomoravské župy – sk. D                        | 7                                                           | 26                                                             | 9                                                              | 6                                                              | 11                                                             | 48                                                             | 43                                                             | +5                                                             | 33                                                             | 9.                                                          |
| 2001/02                                  | I. B třída Jihomoravské župy – sk. B                        | 7                                                           | 26                                                             | 9                                                              | 4                                                              | 13                                                             | 45                                                             | 54                                                             | −9                                                             | 31                                                             | 11.                                                         |
| 2002/03                                  | Okresní přebor Brno-venkov                                  | 8                                                           | 26                                                             | 19                                                             | 2                                                              | 5                                                              | 80                                                             | 30                                                             | +50                                                            | 59                                                             | 1.                                                          |
| 2003/04                                  | I. B třída Jihomoravského kraje – sk. A                     | 7                                                           | 26                                                             | 7                                                              | 8                                                              | 11                                                             | 36                                                             | 44                                                             | −8                                                             | 29                                                             | 12.                                                         |
| 2004/05                                  | I. B třída Jihomoravského kraje – sk. B                     | 7                                                           | 26                                                             | 10                                                             | 3                                                              | 13                                                             | 45                                                             | 49                                                             | −4                                                             | 33                                                             | 10.                                                         |
| 2005/06                                  | I. B třída Jihomoravského kraje – sk. B                     | 7                                                           | 26                                                             | 9                                                              | 6                                                              | 11                                                             | 46                                                             | 47                                                             | −1                                                             | 33                                                             | 9.                                                          |
| 2006/07                                  | I. B třída Jihomoravského kraje – sk. B                     | 7                                                           | 26                                                             | 11                                                             | 7                                                              | 8                                                              | 50                                                             | 31                                                             | +19                                                            | 40                                                             | 4.                                                          |
| 2007/08                                  | I. B třída Jihomoravského kraje – sk. B                     | 7                                                           | 26                                                             | 9                                                              | 6                                                              | 11                                                             | 42                                                             | 37                                                             | +5                                                             | 33                                                             | 11.                                                         |
| 2008/09                                  | I. B třída Jihomoravského kraje – sk. B                     | 7                                                           | 26                                                             | 19                                                             | 4                                                              | 3                                                              | 58                                                             | 28                                                             | +30                                                            | 61                                                             | 1.                                                          |
| 2009/10                                  | I. A třída Jihomoravského kraje – sk. A                     | 6                                                           | 26                                                             | 16                                                             | 2                                                              | 8                                                              | 49                                                             | 36                                                             | +13                                                            | 50                                                             | 2.                                                          |
| 2010/11                                  | Přebor Jihomoravského kraje                                 | 5                                                           | 30                                                             | 10                                                             | 2                                                              | 18                                                             | 34                                                             | 56                                                             | −22                                                            | 32                                                             | 13.                                                         |
| 2011/12                                  | Přebor Jihomoravského kraje                                 | 5                                                           | 30                                                             | 7                                                              | 4                                                              | 19                                                             | 30                                                             | 60                                                             | −30                                                            | 25                                                             | 15.                                                         |
| 2012/13                                  | I. A třída Jihomoravského kraje – sk. A                     | 6                                                           | 26                                                             | 7                                                              | 9                                                              | 10                                                             | 36                                                             | 57                                                             | −21                                                            | 30                                                             | 11.                                                         |
| 2013/14                                  | I. A třída Jihomoravského kraje – sk. A                     | 6                                                           | 26                                                             | 3                                                              | 7                                                              | 16                                                             | 35                                                             | 110                                                            | −75                                                            | 16                                                             | 14.                                                         |
| 2014/15                                  | I. B třída Jihomoravského kraje – sk. B                     | 7                                                           | 26                                                             | 2                                                              | 5                                                              | 19                                                             | 32                                                             | 99                                                             | −67                                                            | 11                                                             | 14.                                                         |
| 2015/16                                  | Okresní přebor Brno-venkov                                  | 8                                                           | Mužstvo se po podzimu odhlásilo, jeho výsledky byly anulovány. | Mužstvo se po podzimu odhlásilo, jeho výsledky byly anulovány. | Mužstvo se po podzimu odhlásilo, jeho výsledky byly anulovány. | Mužstvo se po podzimu odhlásilo, jeho výsledky byly anulovány. | Mužstvo se po podzimu odhlásilo, jeho výsledky byly anulovány. | Mužstvo se po podzimu odhlásilo, jeho výsledky byly anulovány. | Mužstvo se po podzimu odhlásilo, jeho výsledky byly anulovány. | Mužstvo se po podzimu odhlásilo, jeho výsledky byly anulovány. | –                                                           |
| 2016/17                                  | Okresní soutěž Brno-venkov – sk. B                          | 9                                                           | 22                                                             | 17                                                             | 2                                                              | 3                                                              | 57                                                             | 24                                                             | +33                                                            | 53                                                             | 2.                                                          |
| 2017/18                                  | Okresní přebor Brno-venkov                                  | 8                                                           | 26                                                             | 11                                                             | 3                                                              | 12                                                             | 56                                                             | 61                                                             | −5                                                             | 36                                                             | 9.                                                          |
| 2018/19                                  | Okresní přebor Brno-venkov                                  | 8                                                           | 26                                                             | 11                                                             | 3                                                              | 12                                                             | 55                                                             | 75                                                             | −20                                                            | 36                                                             | 8.                                                          |
| 2019/20                                  | Okresní přebor Brno-venkov                                  | 8                                                           | 13                                                             | 6                                                              | 2                                                              | 5                                                              | 26                                                             | 29                                                             | −3                                                             | 20                                                             | 6.                                                          |
| 2020/21                                  | Okresní přebor Brno-venkov                                  | 8                                                           | 9                                                              | 5                                                              | 0                                                              | 4                                                              | 32                                                             | 25                                                             | +7                                                             | 15                                                             | 6.                                                          |
| 2021/22                                  | Okresní přebor Brno-venkov                                  | 8                                                           | 26                                                             | 15                                                             | 4                                                              | 7                                                              | 79                                                             | 53                                                             | +26                                                            | 49                                                             | 4.                                                          |
| 2022/23                                  | Okresní přebor Brno-venkov                                  | 8                                                           | 26                                                             | 14                                                             | 1                                                              | 11                                                             | 56                                                             | 58                                                             | −2                                                             | 43                                                             | 5.                                                          |
| 2023/24                                  | Okresní přebor Brno-venkov                                  | 8                                                           | 26                                                             | 11                                                             | 5                                                              | 10                                                             | 60                                                             | 72                                                             | −12                                                            | 38                                                             | 5.                                                          |
| 2024/25                                  | Okresní přebor Brno-venkov                                  | 8                                                           | 26                                                             | 16                                                             | 2                                                              | 8                                                              | 64                                                             | 43                                                             | +21                                                            | 50                                                             | 3.                                                          |

Poznámky:
- 1959/60: Po sezoně proběhla reorganizace nižších soutěží.
- 1964/65: Po sezoně proběhla reorganizace nižších soutěží.
- 1968/69: Po sezone proběhla celková reorganizace soutěží.
- 1969/70: V této sezoně byl zkoušen (a po sezoně zrušen) tento systém bodování – za vítězství rozdílem dvou a více branek se vítězi udělovaly 3 body, za vítězství o jednu branku 2 body, za bezbrankovou remízu nezískal bod ani jeden ze soupeřů, při jakékoli jiné remíze si soupeři rozdělili po bodu.
- 1971/72: Po sezoně proběhla reorganizace krajských soutěží (župy → kraje).
- 1976/77: Po sezoně proběhla celková reorganizace nižších soutěží.
- 1980/81: Po sezoně proběhla celková reorganizace nižších soutěží.
- 1982/83: Po sezoně proběhla reorganizace krajských soutěží.
- 1985/86: Po sezoně proběhla reorganizace krajských soutěží.
- 1990/91: Po sezoně proběhla reorganizace krajských soutěží (kraje → župy).
- 2001/02: Po sezoně proběhla reorganizace krajských soutěží (župy → kraje).
- 2016/17: Postoupilo rovněž vítězné mužstvo AFK Tišnov „B“.
- 2019/20 a 2020/21: Tyto sezony byly ukončeny předčasně z důvodu pandemie covidu-19 v Česku.

## TJ Baník Zbýšov „B“
TJ Baník Zbýšov „B“ byl rezervním mužstvem Zbýšova, které naposled hrálo Základní třídu Brno-venkov – sk. C (nejnižší soutěž) v sezoně 2013/14. Po podzimu 2013 se ze soutěže odhlásilo a jeho výsledky byly anulovány.

### Umístění v jednotlivých sezonách
Legenda: Z – zápasy, V – výhry, R – remízy, P – porážky, VG – vstřelené góly, OG – obdržené góly, +/− – rozdíl skóre, B – body, červené podbarvení – sestup, zelené podbarvení – postup, fialové podbarvení – reorganizace, změna skupiny či soutěže
| Československo (1987 – 1993) |                                                              |                                                              |                                                                    |                                                                    |                                                                    |                                                                    |                                                                    |                                                                    |                                                                    |                                                                    |                                                                    |                                                                    |
| Sezóny                       | Liga                                                         | Úroveň                                                       | Z                                                                  | V                                                                  | R                                                                  | P                                                                  | VG                                                                 | OG                                                                 | +/−                                                                | B                                                                  | Pozice                                                             |                                                                    |
| 1987/88                      | Okresní přebor Brno-venkov – sk. A                           | 8                                                            | 26                                                                 | 10                                                                 | 6                                                                  | 10                                                                 | 45                                                                 | 43                                                                 | +2                                                                 | 26                                                                 | 8.                                                                 |                                                                    |
| 1988/89                      | Okresní přebor Brno-venkov – sk. A                           | 8                                                            | 26                                                                 | 9                                                                  | 4                                                                  | 13                                                                 | 45                                                                 | 51                                                                 | −6                                                                 | 22                                                                 | 12.                                                                |                                                                    |
| 1989/90                      | Okresní přebor Brno-venkov – sk. A                           | 8                                                            | 26                                                                 | 5                                                                  | 11                                                                 | 10                                                                 | 40                                                                 | 45                                                                 | −5                                                                 | 21                                                                 | 12.                                                                |                                                                    |
| 1990/91                      | Okresní přebor Brno-venkov – sk. A                           | 8                                                            | 26                                                                 | 8                                                                  | 3                                                                  | 15                                                                 | 33                                                                 | 65                                                                 | −32                                                                | 19                                                                 | 11.                                                                |                                                                    |
| ...                          |                                                              |                                                              |                                                                    |                                                                    |                                                                    |                                                                    |                                                                    |                                                                    |                                                                    |                                                                    |                                                                    |                                                                    |
| Česko (1993 – 2014)          |                                                              |                                                              |                                                                    |                                                                    |                                                                    |                                                                    |                                                                    |                                                                    |                                                                    |                                                                    |                                                                    |                                                                    |
| Sezóna                       | Liga                                                         | Úroveň                                                       | Z                                                                  | V                                                                  | R                                                                  | P                                                                  | VG                                                                 | OG                                                                 | +/−                                                                | B                                                                  | Pozice                                                             |                                                                    |
| ...                          |                                                              |                                                              |                                                                    |                                                                    |                                                                    |                                                                    |                                                                    |                                                                    |                                                                    |                                                                    |                                                                    |                                                                    |
| 2000/01                      | Základní třída Brno-venkov – sk. B                           | 10                                                           | 20                                                                 | 18                                                                 | 1                                                                  | 1                                                                  | 72                                                                 | 18                                                                 | +54                                                                | 55                                                                 | 1.                                                                 |                                                                    |
| 2001/02                      | Okresní soutěž Brno-venkov – sk. B                           | 9                                                            | 26                                                                 | 16                                                                 | 3                                                                  | 7                                                                  | 68                                                                 | 37                                                                 | +31                                                                | 51                                                                 | 3.                                                                 |                                                                    |
| 2002/03                      | Okresní soutěž Brno-venkov – sk. B                           | 9                                                            | 26                                                                 | 7                                                                  | 7                                                                  | 12                                                                 | 34                                                                 | 55                                                                 | −21                                                                | 28                                                                 | 11.                                                                |                                                                    |
| 2003/04                      | Okresní soutěž Brno-venkov – sk. B                           | 9                                                            | 26                                                                 | 8                                                                  | 9                                                                  | 9                                                                  | 41                                                                 | 45                                                                 | −4                                                                 | 33                                                                 | 9.                                                                 |                                                                    |
| 2004/05                      | Okresní soutěž Brno-venkov – sk. B                           | 9                                                            | 26                                                                 | 7                                                                  | 6                                                                  | 13                                                                 | 42                                                                 | 36                                                                 | +6                                                                 | 27                                                                 | 12.                                                                |                                                                    |
| 2005/06                      | Okresní soutěž Brno-venkov – sk. B                           | 9                                                            | 26                                                                 | 10                                                                 | 7                                                                  | 9                                                                  | 36                                                                 | 28                                                                 | +8                                                                 | 37                                                                 | 5.                                                                 |                                                                    |
| 2006/07                      | Okresní soutěž Brno-venkov – sk. B                           | 9                                                            | 26                                                                 | 10                                                                 | 6                                                                  | 10                                                                 | 31                                                                 | 47                                                                 | −16                                                                | 36                                                                 | 6.                                                                 |                                                                    |
| 2007/08                      | Okresní soutěž Brno-venkov – sk. B                           | 9                                                            | 26                                                                 | 8                                                                  | 2                                                                  | 16                                                                 | 34                                                                 | 65                                                                 | −31                                                                | 26                                                                 | 12.                                                                |                                                                    |
| 2008/09                      | Okresní soutěž Brno-venkov – sk. B                           | 9                                                            | 24                                                                 | 10                                                                 | 3                                                                  | 11                                                                 | 42                                                                 | 47                                                                 | −5                                                                 | 33                                                                 | 7.                                                                 |                                                                    |
| 2009/10                      | Okresní soutěž Brno-venkov – sk. B                           | 9                                                            | 26                                                                 | 14                                                                 | 5                                                                  | 7                                                                  | 56                                                                 | 39                                                                 | +17                                                                | 47                                                                 | 3.                                                                 |                                                                    |
| 2010/11                      | Okresní soutěž Brno-venkov – sk. B                           | 9                                                            | 26                                                                 | 17                                                                 | 1                                                                  | 8                                                                  | 69                                                                 | 38                                                                 | +31                                                                | 52                                                                 | 3.                                                                 |                                                                    |
| 2011/12                      | Okresní soutěž Brno-venkov – sk. B                           | 9                                                            | 26                                                                 | 6                                                                  | 4                                                                  | 16                                                                 | 35                                                                 | 66                                                                 | −31                                                                | 22                                                                 | 12.                                                                |                                                                    |
| 2012/13                      | V této sezoně nebylo „B“ mužstvo přihlášeno v žádné soutěži. | V této sezoně nebylo „B“ mužstvo přihlášeno v žádné soutěži. | V této sezoně nebylo „B“ mužstvo přihlášeno v žádné soutěži.       | V této sezoně nebylo „B“ mužstvo přihlášeno v žádné soutěži.       | V této sezoně nebylo „B“ mužstvo přihlášeno v žádné soutěži.       | V této sezoně nebylo „B“ mužstvo přihlášeno v žádné soutěži.       | V této sezoně nebylo „B“ mužstvo přihlášeno v žádné soutěži.       | V této sezoně nebylo „B“ mužstvo přihlášeno v žádné soutěži.       | V této sezoně nebylo „B“ mužstvo přihlášeno v žádné soutěži.       | V této sezoně nebylo „B“ mužstvo přihlášeno v žádné soutěži.       | V této sezoně nebylo „B“ mužstvo přihlášeno v žádné soutěži.       |                                                                    |
| 2013/14                      | Základní třída Brno-venkov – sk. C                           | 10                                                           | „B“ mužstvo se po podzimu odhlásilo, jeho výsledky byly anulovány. | „B“ mužstvo se po podzimu odhlásilo, jeho výsledky byly anulovány. | „B“ mužstvo se po podzimu odhlásilo, jeho výsledky byly anulovány. | „B“ mužstvo se po podzimu odhlásilo, jeho výsledky byly anulovány. | „B“ mužstvo se po podzimu odhlásilo, jeho výsledky byly anulovány. | „B“ mužstvo se po podzimu odhlásilo, jeho výsledky byly anulovány. | „B“ mužstvo se po podzimu odhlásilo, jeho výsledky byly anulovány. | „B“ mužstvo se po podzimu odhlásilo, jeho výsledky byly anulovány. | „B“ mužstvo se po podzimu odhlásilo, jeho výsledky byly anulovány. | „B“ mužstvo se po podzimu odhlásilo, jeho výsledky byly anulovány. |